# Salamonpecsét
A salamonpecsét (Polygonatum) az egyszikűek (Monocots) spárgavirágúak (Asparagales) rendjének spárgafélék (Asparagaceae) családjának Nolinoideae alcsaládjába tartozó nemzetség.
A Cronquist-rendszer a liliomvirágúak (Liliales) rendjén belül a liliomfélék (Liliaceae) családjába sorolja a nemzetséget.

## Elterjedés
A nemzetségbe hozzávetőlegesen 50 faj tartozik, melyek főképp a mérsékelt övben elterjedtek. Magyarországon négy faj őshonos.
| Magyarország hegységeinek salamonpecsét fajai                         |        |          |            |         |         |       |        |       |                  |        |                  |
| Hegységek                                                             | Bakony | Börzsöny | Bükk-vidék | Cserhát | Gerecse | Mátra | Mecsek | Pilis | Villányi-hegység | Vértes | Zempléni-hegység |
| Salamonpecsét (Polygonatum)                                           |        |          |            |         |         |       |        |       |                  |        |                  |
| széleslevelű salamonpecsét (Polygonatum latifolium)                   |        |          |            |         |         |       | Van    |       | Van              |        | Van              |
| fürtös salamonpecsét (Polygonatum multiflorum)                        |        |          |            |         |         |       | Van    |       | Van              |        |                  |
| soktérdű salamonpecsét (Polygonatum odoratum, Polygonatum officinale) |        |          |            |         |         |       | Van    |       | Van              |        | Van              |
| pávafarkú salamonpecsét (Polygonatum verticillatum)                   |        |          | Van        |         |         | Van   |        |       |                  |        | Van              |

## Jellemzők
Leveleik épek, szórt állásúak, vagy (a pávafarkú salamonpecsét (P. verticillatum) esetében) örvösek. A levélhónalji virágok kicsik, a szirmok összenőttek, színük fehér, a pártacimpák zöldek. Termésük bogyó.